# Gurkhaland
Le Gurkhaland (ou « Gorkhaland ») est une région du Nord-Est de l’État indien du Bengale-Occidental, autour de Darjeeling.

## Histoire
Dans les années 1980, l'homme politique Subhash Ghisingh (en) a  porté la revendicaton de la création d'un état indépendant pour le Gurkhaland. Une demande pour une administration séparée existe du Bengale occidental depuis 1907. Les revendications sont devenues violentes et les émeutes ont fait plus de 1 200 morts.

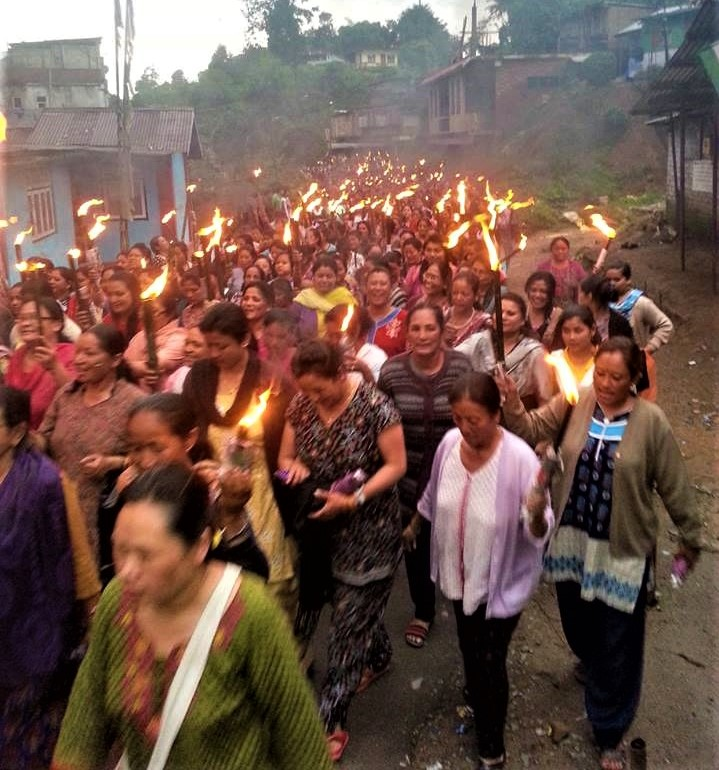
Manifestation au Gurkhaland en 2013.